# 고환권
고환권(高桓權, ?~?)은 고구려 영류왕(榮留王)의 아들이자, 고구려의 태자이다. 삼국사기와 삼국유사에 따르면, 환권으로 나타난다. 《구당서(舊唐書)》에는 상권(相權)이라는 이름으로 기록되어 있다.

## 생애
영류왕 23년(640년) 2월에 당나라에 가서 조공을 하였다. 당 태종은 그의 노고를 위로하고 폐백(幣帛)을 주었다.
《삼국사기》에는 조공 이후의 고환권에 대한 기록이 없기 때문에, 연개소문의 영류왕 살해 이후에도 생존하였는지는 알 수 없다.
일본의 《신찬성씨록》 등에는 영류왕의 아들로서 고마(高麗) 가문의 시조인 고복덕이라는 인물이 등장하는데, 고복덕은 고환권의 형제로 여겨진다.

## 가족 관계
- 조부 : 평원왕(平原王)
  - 부왕 : 영류왕(榮留王)
  - 모후 : 미상

## 고환권이 등장한 작품

### 드라마
- 《연개소문》(SBS, 2006년~2007년 배우:이재욱)
- 《칼과 꽃》(KBS, 2013년 배우:이태리)

## 같이 보기
- 고복덕
- 영류왕
- 보장왕